# Morti nel 1264
| Questa pagina contiene informazioni ricavate automaticamente dalle voci biografiche con l'ausilio del template Bio e di un bot. L'aggiornamento è periodico e automatico e ricostruisce completamente la pagina. Se manca una persona in questa lista, sei pregato di non aggiungerla, ma accertati piuttosto che la sua voce biografica contenga il template Bio e che i dati anagrafici siano correttamente compilati. Se il template Bio manca, inseriscilo tu stesso o, in alternativa, metti l'avviso {{tmp\|Bio}} che ne segnala la mancanza. Se i dati riportati sono sbagliati, correggi direttamente la voce biografica; le modifiche saranno visibili in questa lista entro pochi giorni. Per chiarimenti vedi il progetto biografie. La lista contiene solo le 19 persone che sono citate nell'enciclopedia e per le quali è stato implementato correttamente il template Bio. Pagina aggiornata al 18 ago 2025. |

- 25 aprile - Roger de Quincy, conte (n. 1195)
- 1º agosto - Giovanni I di Meclemburgo, nobile
- 2 ottobre - Papa Urbano IV, papa, vescovo cattolico e patriarca cattolico francese
- Rinaldo Acquaviva, vescovo cattolico italiano
- Andrea II di Vladimir, sovrano (n. 1222)
- Giovanni Arborio, vescovo cattolico italiano
- Berardo da Padula, vescovo cattolico italiano
- Michele Cantacuzeno, militare bizantino
- Danilo di Galizia, sovrano (n. 1201)
- Percivalle Doria, condottiero, poeta e trovatore italiano
- Azzo VII d'Este, nobile italiano
- Guglielmo di Capraia
- Guiscardo di Pietrasanta, politico italiano
- Treniota, nobile
- Vincenzo di Beauvais, letterato francese
- Violante di Svevia, principessa italiana (n. 1233)
- Ferdinando di Castiglia, nobile (n. 1238)
- Isabella di Lusignano, sovrana francese
- Fujiwara no Ieyoshi, poeta giapponese (n. 1192)